# Giro delle Fiandre 2012
Il Giro delle Fiandre 2012, novantaseiesima edizione della corsa e valida come evento dell'UCI World Tour 2012, si è disputato il 1º aprile 2012 su un percorso di 256,9 km. È stato vinto da Tom Boonen, che ha concluso in 6h04'28".

## Percorso
L'edizione 2012 vede un percorso diverso da quello dell'edizione precedente: tra le differenze più significative vi è l'assenza del Muro di Grammont.
Inoltre diminuiscono i muri da affrontare - ridotti da 18 a 16 - ma aumentano di un paio di km i tratti sul ciottolato.
Come di consueto la partenza è stata fissata a Bruges. I muri più importanti dell'edizione sono l'Oude Kwaremont, il Paterberg ed il Koppenberg, tutti con pendenze molto elevate (si raggiunge il 22% di pendenza sugli ultimi due).
Dopo aver superato l'ultimo muro mancheranno solamente 13 km al traguardo, fissato nella città di Oudenaarde (a differenza delle edizioni precedenti, dove era fissato a Meerbeke).

### Muri
| Numero | Nome           | Chilometro | Fondo stradale | Lunghezza (m) | Pendenza media (%) |
| ------ | -------------- | ---------- | -------------- | ------------- | ------------------ |
| 16     | Paterberg      | 244        | pavé           | 400           | 12,5               |
| 15     | Oude Kwaremont | 240        | pavé           | 2200          | 4,2                |
| 14     | Hoogberg       | 230        | asfalto        | 2975          | 3,5                |
| 13     | Paterberg      | 223        | pavé           | 400           | 12,5               |
| 12     | Oude Kwaremont | 220        | pavé           | 2200          | 4,2                |
| 11     | Kruisberg      | 210        | asfalto        | 1875          | 4,8                |
| 10     | Steenbeekdries | 194        | asfalto        | 820           | 7,6                |
| 9      | Koppenberg     | 189        | pavé           | 600           | 11,6               |
| 8      | Paterberg      | 183        | pavé           | 400           | 12,5               |
| 7      | Oude Kwaremont | 179        | pavé           | 2200          | 4,2                |
| 6      | Valkenberg     | 156        | asfalto        | 875           | 6                  |
| 5      | Berendries     | 149        | asfalto        | 936           | 7                  |
| 4      | Rekelberg      | 145        | asfalto        | 800           | 4                  |
| 3      | Molenberg      | 131        | pavé           | 463           | 7                  |
| 2      | Eikenberg      | 115        | pavé           | 1200          | 5,8                |
| 1      | Taaienberg     | 109        | pavé           | 800           | 7,1                |

## Squadre e corridori partecipanti
Oltre alle squadre UCI ProTour, partecipano 7 squadre con licenza UCI Professional Continental Team.
| N.      | Cod. | Squadra                |
| ------- | ---- | ---------------------- |
| 1-8     | SAX  | Team Saxo Bank         |
| 11-18   | BMC  | BMC Racing Team        |
| 21-28   | OPQ  | Omega Pharma-Quickstep |
| 31-38   | LBT  | Lotto-Belisol Team     |
| 41-48   | SKY  | Sky Procycling         |
| 51-58   | ALM  | AG2R La Mondiale       |
| 61-68   | GEC  | GreenEDGE Cycling Team |
| 71-78   | AST  | Astana Pro Team        |
| 81-88   | EUS  | Euskaltel-Euskadi      |
| 91-98   | FDJ  | FDJ-BigMat             |
| 101-108 | KAT  | Katusha Team           |
| 111-118 | LAM  | Lampre-ISD             |
| 121-128 | LIQ  | Liquigas-Cannondale    |

| N.      | Cod. | Squadra                   |
| ------- | ---- | ------------------------- |
| 131-138 | MOV  | Movistar Team             |
| 141-148 | RAB  | Rabobank Cycling Team     |
| 151-158 | GRM  | Team Garmin-Barracuda     |
| 161-168 | RNT  | RadioShack-Nissan         |
| 171-178 | VCD  | Vacansoleil-DCM           |
| 181-188 | TSV  | Topsport Vlaanderen       |
| 191-198 | LAN  | Landbouwkrediet-Euphony   |
| 201-208 | ACC  | Accent.jobs               |
| 211-218 | FAR  | Farnese Vini-Selle Italia |
| 221-228 | PRO  | Project 1T4I              |
| 231-238 | EUC  | Team Europcar             |
| 241-248 | APP  | Team NetApp               |

### Favoriti
Partecipano i plurivincitori Tom Boonen (vinse nel biennio 2005-2006) e Stijn Devolder (vinse nel 2008 e nel 2009), Alessandro Ballan (vincitore dell'edizione 2007) e Fabian Cancellara (che vinse nel 2010).
Il detentore Nick Nuyens non partecipa, quindi il nº 1 è assegnato a Matteo Tosatto.
I maggiori favoriti sono Tom Boonen, Fabian Cancellara, Thor Hushovd e Philippe Gilbert.

## Resoconto degli eventi
Dopo 22 chilometri parte la fuga giusta: Vladimir Isajčev, David Boucher, Maarten Tjallingii, Andreas Schillinger, Daniel Schorn, Pablo Lastras, Baptiste Planckaert, Gert Dockx, Anders Lund, Sven Vandousselaere, Massimo Graziato, Peio Bilbao, Tom Veelers, Tyler Farrar e Manuel Belletti.
Il gruppo tirato da Omega Pharma-QuickStep, Radioshack-Nissan e GreenEDGE tiene sotto controllo la fuga, che non supera i 6 minuti. Tra maggiori favoriti, forano Peter Sagan, Terpstra e Lars Boom ma riescono a rientrare in gruppo. Lo stesso Boom, aiutato dal compagno Matti Breschel, cerca di alzare il ritmo della corsa a 66 km dall'arrivo, mettendo in difficoltà diversi corridori tra i quali Boonen, che non era nelle prime posizioni. Dopo alcuni km, Cancellara, il maggior favorito della corsa assieme al belga Boonen, cade, ritirandosi dalla competizione. Rimedia una tripla frattura della clavicola che gli farà saltare la Parigi-Roubaix della prossima settimana, corsa nella quale era nuovamente fra i favoriti. Passano pochi minuti e un altro dei possibili outsider, Sebastian Langeveld, si ritira dopo aver rimediato anch'esso una frattura alla clavicola sinistra: anche lui salterà la Parigi-Roubaix, dove sarebbe stato tra gli outsider.
La Sky recupera i fuggitivi rimasti, con Boucher ultimo a rientrare nel plotone. Quando mancano meno di 40 km all'arrivo Sep Vanmarcke attacca sull'Oude Kwaremont seguito da Sylvain Chavanel e da Alessandro Ballan. I tre vengono ripresi e contrattaccano Juan Antonio Flecha, Luca Paolini e Vincent Jérôme. Il nuovo trio è ripreso sul Paterberg: sul muro Johan Van Summeren cade provocando una frattura nel gruppo. Si avvantaggiano Boonen, Chavanel, Terpstra, Filippo Pozzato, Ballan, Jerome, Flecha, Paolini, Vanmarcke e Maksim Iglinskij, raggiunti in seguito dallo slovacco Peter Sagan, rimasto coinvolto nella precedente caduta.
La Sky guida il plotone e si riporta sui fuggitivi. Nell'ultimo giro sull'Oude Kwaremont, Ballan riesce a staccarsi dal plotone: gli unici a reagire allo scatto di Ballan sono Pozzato e Boonen.
I tre riescono a guadagnare un discreto vantaggio sul gruppo e, nonostante alcuni attacchi da parte di Paolini e di Sagan, il terzetto arriva alla volata ristretta: Ballan tenta di anticipare la volata ma Boonen riesce a chiuderlo e a vincere davanti a Pozzato e allo stesso Ballan. Il gruppo, giunto a 38" da Boonen, è regolato da Van Avermaet. Dietro Sagan, Terpstra, Paolini, Thomas Voeckler, Breschel e Chavanel nei primi dieci.
Per Boonen è il terzo successo nel Giro delle Fiandre, ed è la terza vittoria nel giro di un paio di settimane.

## Ordine d'arrivo (Top 10)
| Pos. | Corridore         | Squadra      | Tempo    |
| ---- | ----------------- | ------------ | -------- |
| 1    | Tom Boonen        | Omega Pharma | 6h04'28" |
| 2    | Filippo Pozzato   | Farnese Vini | s.t.     |
| 3    | Alessandro Ballan | BMC          | a 1"     |
| 4    | Greg Van Avermaet | BMC          | a 38"    |
| 5    | Peter Sagan       | Liquigas     | s.t.     |
| 6    | Niki Terpstra     | Omega Pharma | s.t.     |
| 7    | Luca Paolini      | Katusha      | s.t.     |
| 8    | Thomas Voeckler   | Europcar     | s.t.     |
| 9    | Matti Breschel    | Rabobank     | s.t.     |
| 10   | Sylvain Chavanel  | Omega Pharma | s.t.     |

## Punteggi UCI
| Pos. | Corridore         | Squadra      | Punti |
| ---- | ----------------- | ------------ | ----- |
| 1    | Tom Boonen        | Omega Pharma | 80    |
| 2    | Alessandro Ballan | BMC          | 50    |
| 3    | Greg Van Avermaet | BMC          | 40    |
| 4    | Peter Sagan       | Liquigas     | 30    |
| 5    | Niki Terpstra     | Omega Pharma | 22    |
| 6    | Luca Paolini      | Katusha      | 14    |
| 7    | Thomas Voeckler   | Europcar     | 10    |
| 8    | Matti Breschel    | Rabobank     | 6     |
| 9    | Sylvain Chavanel  | Omega Pharma | 2     |

| Pos. | Squadra                | Punti |
| ---- | ---------------------- | ----- |
| 1    | Omega Pharma-Quickstep | 104   |
| 2    | BMC Racing Team        | 90    |
| 3    | Liquigas-Cannondale    | 30    |
| 4    | Katusha Team           | 14    |
| 5    | Team Europcar          | 10    |
| 6    | Rabobank Cycling Team  | 6     |

| Pos. | Nazione     | Punti |
| ---- | ----------- | ----- |
| 1    | Belgio      | 120   |
| 2    | Italia      | 64    |
| 3    | Slovacchia  | 30    |
| 4    | Paesi Bassi | 22    |
| 5    | Francia     | 12    |
| 6    | Danimarca   | 6     |